# HK Ogre
Le HK Ogre est un club de hockey sur glace d'Ogre en Lettonie. Il évolue dans le Latvijas čempionāts, l'élite lettone.

## Historique
Le club est créé en 2003 sous le nom d'ASK Ogre (Armijas Sporta Klubs) jusqu'en 2009. À partir de cette date, le club se nomme HK Ogre.

## Palmarès
- Aucun titre.